# Grey Eye Glances
Grey Eye Glances is een Amerikaanse popgroep uit de omgeving van Philadelphia

## Discografie
- Further On (1994)
- Eventide (1997)
- Painted Pictures (1998)
- One Day Soon (1998)
- Songs of Leaving (1993)
- If I Was (2000)
- A Little Voodoo (2002)
- Grey Eye Glances Live (2003)

## Bandleden
- Jennifer Nobel (vocals)
- Dwayne Keith
- Eric O'Dell
- Brett Kull
- Paul Ramsey

## Biografie
De naam van de popgroep is ontleend aan het gedicht To one in paradise van de Amerikaanse dichter Edgar Allan Poe.